# Marty Wright
Martin (Marty) Wright (nascido em 15 de julho de 1964), mais conhecido pelo seu ring name The Boogeyman, é um ator e lutador de wrestling profissional, que trabalhou na WWE, no programa ECW.

## Carreira

### Tough Enough
Bastante resistente, Wright entrou primeiramente no mundo de wrestling profissional aplicando a participar na quarta estação da competição produzida pela WWE. Em 15 de outubro de 2004, dentre 51 homens sobrariam oito. Marty foi um deles. Mas confessou que tinha quarenta anos. Em conseqüência, foi desclassificado da competição, pois o limite máximo era 35 anos.

### Ohio Valley Wrestling
Embora Wright tenha sido desclassificado de Tough Enough, os oficiais da WWE resolveram convidá-lo a participar do território de desenvolvimento, Ohio Valley Wrestling, para o máximo treinamento possível. Treinou em janeiro e junho de 2005.
O mais adicional de Boogeyman é ter se transformado em "um monstro" enfrentando quem aparecia na sua frente. Logo, aparecia em eventos gritando sua frase famosa, que rapidamente, tornou seu bordão ("I'm the Boogeyman! And I'm...Coming to Getcha!", que traduzido ficaria, "Eu sou o Bicho-Papão! E eu estou...indo te buscar!")
Boogeyman participou do SmackDown entre 2005 e 2007, mas no dia 11 de junho de 2007, ele entrou na ECW.
Teve o seu retorno em 13 de Outubro de 2008, em uma edição da RAW, em uma promo do Jackass. Foi despedido em 4 de março da WWE.
Reapareceu de novo em 2015 no Royal Rumble sendo o sétimo a entrar na Royal Rumble match, porém foi eliminado por Bray Wyatt

## No wrestling
- Finishing moves
  - Fall forward chokebomb
  - Boogeyslam / Supernatural Driver (Inverted falling powerslam)
  - Goodnight (Pumphandle slam)
- Signature moves
  - Chokeslam
  - Long-range diving splash
  - Running powerslam
  - Two-handed chokelift
- Managers
  - Little Boogeyman

## Prêmios
- Pro Wrestling Illustrated
  - PWI Rookie do Ano (2006)

## Filmografia
Wright também participou de três filmes em sua carreira. São esses:
- 1999 - Um domingo qualquer (era um "homem-animal")
- 2000 - As substituições (era um mordomo)
- 2005 - Carga Explosiva 2 (era um comandante SWAT)